# Vigo (Spagna)
Vigo (in galiziano AFI: ˈbiɣo̝) è un comune di 296.000 abitanti della Spagna nord-occidentale, situata nella provincia di Pontevedra, di cui è il comune più popoloso, nella comunità autonoma della Galizia. Comune della Spagna che ha la percentuale più alta di popolazione rurale, Vigo è la città più popolata della Galizia (Spagna).
Porto commerciale e di pesca della Costa Atlantica spagnola, è situato sulla sponda meridionale della profonda ría omonima (ría - da non confondere con il termine río che significa fiume - è un termine galiziano-portoghese usato per indicare le rientranze simili a fiordi che si trovano sulle coste atlantiche della Galizia e del nord del Portogallo alla foce dei fiumi incuneandosi profondamente nel territorio). Dista 24 km da Pontevedra, capoluogo della provincia, 38 km dal confine portoghese di Valença, 93 km da Santiago di Compostela, 110 km da Braga, 150 km da Porto, 155 km da La Coruña e 160 km da Lugo. È sede universitaria con Pontevedra e Ourense e, con Tui, sede vescovile. La conurbazione della città raggiunge i 380.672 abitanti. Vigo è celebre per la squadra di calcio locale, il Celta Vigo. L'asteroide 127870 Vigo è stato chiamato così in onore della città.
La sua economia è basata sull'industria automobilistica (Stellantis) che dà lavoro direttamente a oltre 8.000 persone, sui cantieri navali di cui è dotata, sulle industrie metalmeccaniche e alimentari con particolare riguardo alla lavorazione e conservazione del pesce, oltre che sull'attività portuale e sulla pesca.

## Storia
Risale al Neolitico la prima presenza umana nella zona, rivelata dalla presenza di tumuli funerari e di incisioni rupestri con disegni geometrici e di fauna, databili ai III e II millennio a.C. Dopo un'occupazione durante l'Età del Bronzo fra 1900 e 800 a.C., caratterizzata da ceramiche, armi ed ulteriori incisioni rupestri, si stabilì nella regione di Vigo la cultura dei castro, che spaziò su tutta l'Età del Ferro e fino al I secolo d.C. In quel periodo, la zona di Vigo era la più popolata della Galizia, per la presenza di numerosi villaggi di agricoltori, pescatori e cacciatori.
Agli insediamenti stabili delle tribù celto-iberiche, seguirono quelli dei Romani presenti dal II secolo a.C. al IV secolo d.C. In epoca romana, la città di Vigo, o Vicus (dal latino Vicus che significa villaggio) o Burbida era molto attiva commercialmente, con un'intensa attività portuaria che si proseguì dal II secolo a.C. al I secolo d.C.
Nel medioevo in Galizia dominò la Chiesa e Vigo dipese per molti anni dal "Mosterio cisterciense de Arelon". A partire dal XII secolo cominciò ad aumentare la popolazione che dipese sempre dal governo ecclesiastico e feudale dei vari signori. Nel secolo successivo Baiona, altro porto atlantico, ottenne la concessione reale di esercitare il commercio per mare sfavorendo Vigo che fino ad allora aveva avuto il primato in questa attività per larga parte del territorio. La città era in quegli anni sottoposta agli attacchi dei corsari inglesi che però diminuirono d'intensità e frequenza nel XV secolo, sicché la popolazione poté dedicarsi con più tranquillità alla pesca soprattutto delle sardine. Nacque anche di conseguenza l'industria per la conservazione del pesce che tuttora rappresenta una risorsa dell'economia locale.

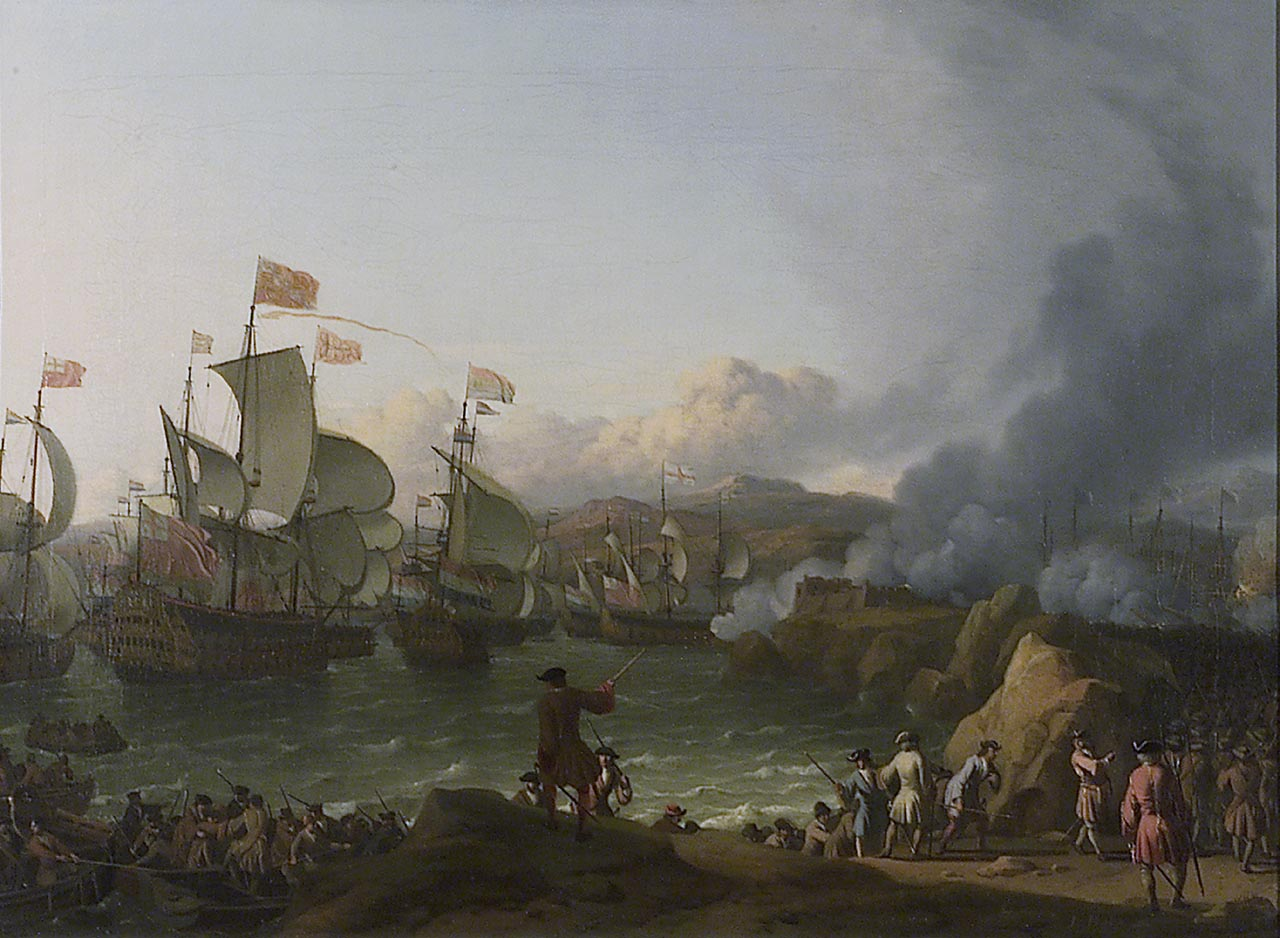
La Batalla de Rande dipinta da Ludolf Bakhuizen

Risale al 1573 la prima ordinanza per regolare l'esercizio della pesca nella ria. Nel 1587 la città contava 818 abitanti che però l'epidemia di peste e gli attacchi della pirateria ridussero notevolmente negli anni successivi. Nel 1702 una flotta anglo-olandese penetrò fin dentro la ria inseguendo e affondando una flotta spagnola scortata da navi francesi a difesa dei tesori di provenienza americana trasportati dalle navi spagnole. Di queste e del prezioso carico non si sono mai trovati resti nonostante le ripetute ricerche sottomarine. Questo episodio bellico va sotto il nome di Batalla de Rande. Nel 1778 Carlo III eliminò il monopolio dei porti che esercitavano il commercio con le Americhe e Vigo ne trasse vantaggio venendo a mancare la concorrenza e ad aumentare le proprie possibilità. In quell'epoca la città era completamente cinta da mura costruita a difesa di possibili attacchi durante la guerra di successione portoghese. Nella seconda metà del XVIII secolo nacquero le prime piccole industrie tessili e del cuoio. Occupata dalle truppe napoleoniche francesi nel 1808 la città si ribellò e per questo comportamento fu insignita del titolo di Ciudad leal, fiel y valerosa. Nel 1833, anno in cui Pontevedra fu designata capoluogo della provincia, si demolirono le mura per permettere alla città di espandersi. La seconda metà del XIX secolo fu un periodo di crescita dei rapporti con l'America latina e nel 1855 s'istituì un regolare servizio di navigazione con L'Avana, Buenos Aires e Porto Rico e l'immagine di Vigo di quegli anni è rappresentata dalle migliaia di emigranti galiziani che si imbarcano per l'America. Nel 1880 nacque la Caixa de Aforros. Nel 1881 Vigo fu collegata col treno a Ourense e in quell'anno fu fondata la Junta de Obras de Vigo. Alla fine del secolo la città contava 15.000 abitanti destinati a crescere rapidamente perché nel 1910 gli abitanti erano 30.000 e continuarono a crescere grazie alla sede industriale (zona franca, polo di sviluppo) concessa dal governo di Franco durante tutto il XX secolo fino ai circa 290.000 attuali.
Nel XX secolo la borghesia liberale assunse il potere politico ed economico e nacquero nuove industrie, si pubblicarono diversi giornali e settimanali e si fondarono associazioni e organizzazioni culturali, politiche e sindacali. Questa dinamicità intensa s'interruppe con la guerra civile del 1936-39, la guerra mondiale successiva e il periodo di governo franchista. Oggi la città è di nuovo attiva, socialmente e culturalmente aperta.

## Monumenti e luoghi d'interesse

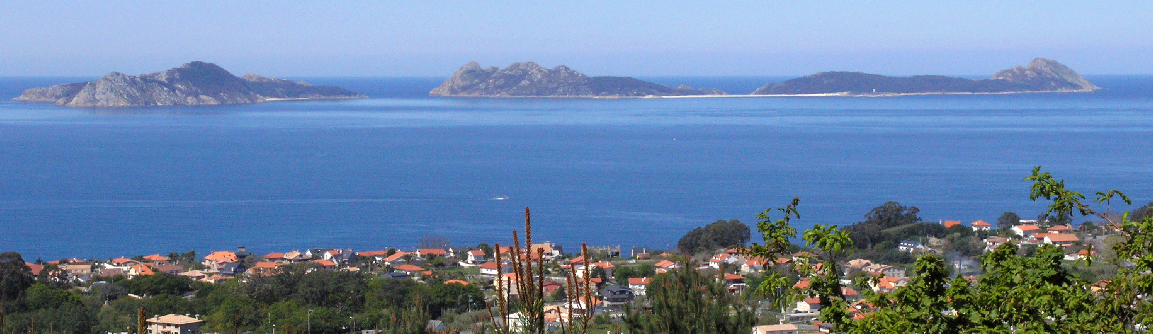
Le Isole Cíes a 15 kilometri della città di Vigo

Le isole Cíes, arcipelago che è a 15 kilometri di Vigo e che è parte del Parco Nazionale delle isole atlantiche della Galizia (Parque Nacional das Illas Atlánticas con le Isole Ons sulla Ria de Pontevedra e l'Isola di Sálvora e l'isola di Cortegada sulla Ria de Arousa). 
La spiaggia Rodas dell'isola "Illa do Norte", una volta nella "Top 10" dell quotidiano britannico The Guardian è stata eletta "spiaggia più bella del mondo". Le isole dispongono di un campeggio e possono essere raggiunte solo nel periodo estivo con traghetti che partono dal porto della città di Vigo o da altri porti minori, ma il numero dei visitatori giornalieri è limitato.
Dei secoli fra l'XI e il XIII sono le chiese romaniche di Santiago nel villaggio di Bembrive, di San Salvador nel villaggio di Coruxo e di Santa María de Castrelos. Del periodo barocco sono le chiese del villaggio di Sardoma e di Santa Cristina del villaggio di Lavadores, mentre di epoca medioevale sono i ponti di Sárdoma e di Fragoso e i resti romanici dell'Ermita de Freixo. Molto pittoresco è il "porto di pesca" che ha a fianco la "stazione marittima" per i servizi transatlantici. Caratteristico è il "barrio do Berbés" anche se molto modificato con le sue strette stradine tortuose abitato da pescatori e marinai.
Altri luoghi di interesse sono i seguenti.
- Sulla collina di O Castro alta 136 metri domina la città la Fortezza di o Castro, circondata da un parco ed edificato nel X secolo ma rimaneggiato più volte fino al XVII secolo.
- Collegiata di Santa Maria, del 1838, in stile neoclassico, concattedrale della diocesi di Tui-Vigo.
- "Castelo de San Sebastián".
- "Museo Municipal de Castrelos", museo della città, e con un museo archeologico con sale dedicate alla preistoria e archeologia di Vigo e della Galizia. È ospitato nel "Pazo de Castrelos" palazzo de 1670 nella periferia della città, all'interno del "Parque Quiñones de León" (la sede del museo provinciale di Pontevedra è a Pontevedra).
- "Pinacoteca Municipal", con opere di pittura e scultura di artisti galiziani.
- "Villa romana di Toralla", accanto alla spiaggia di O Vao.
- "Salinae", saline romane a sette metri sotto terra, in centro città.

### Dintorni

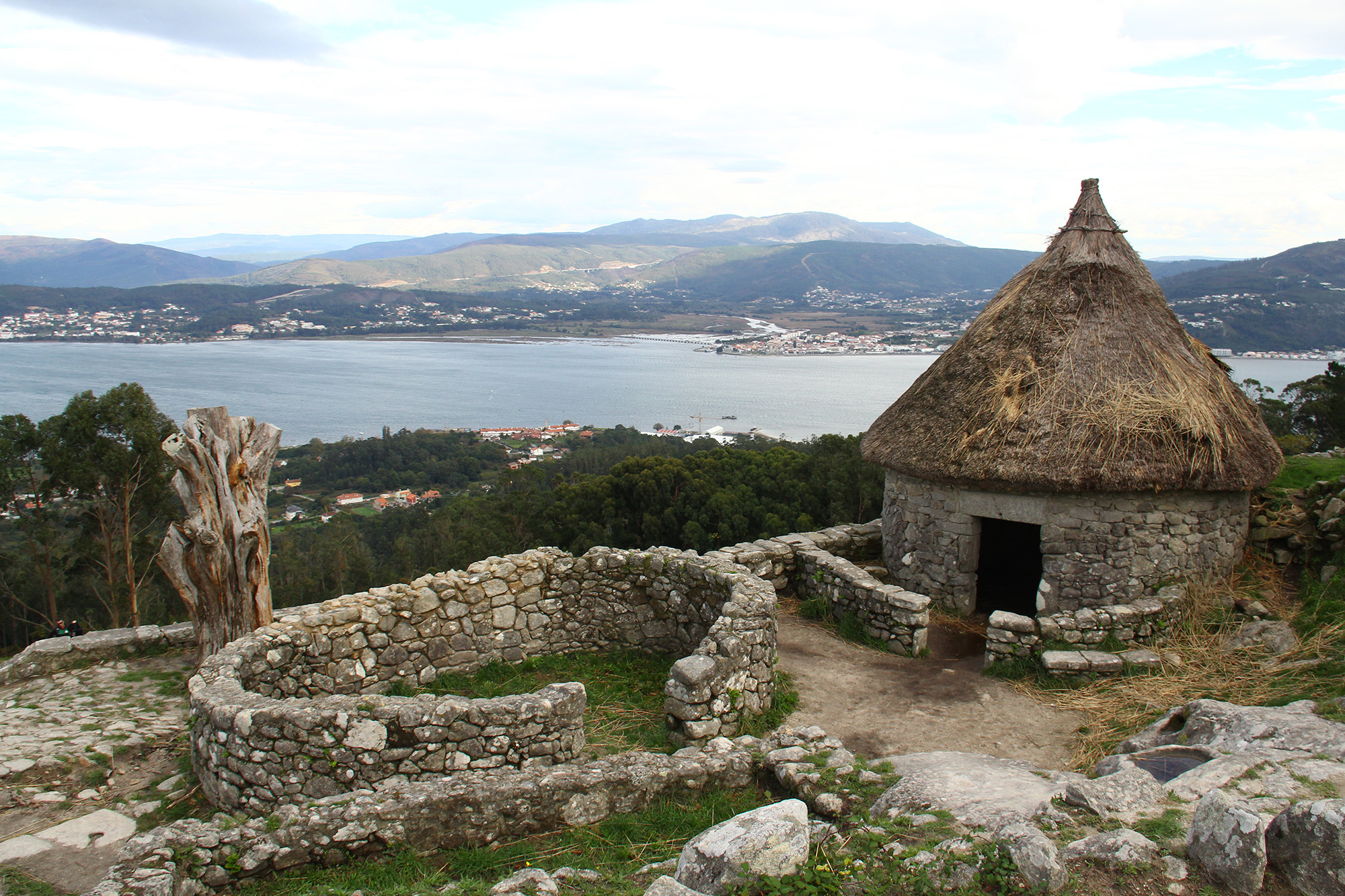
Insediamento sul Monte Santa Tecla

A 70 km il Monte Santa Tecla, 341 metri di altezza, con ampio panorama, su cui è stata riportato alla luce un importante insediamento celto-romano composto da più di 1000 abitazioni. Un piccolo museo conserva oggetti dell'età del ferro, ceramiche e statue romane.
A 14 km Nigrán, località turistiche, a 21 km Baiona porto di pesca con le rovine di un castello medievale al cui interno si è ricavato un palazzo sede di un albergo della catena statale dei Paradores nacionales. A 68,50 km A Guarda piccolo porto e bella spiaggia. A 35 km Tui posta su una collinetta sulla riva destra del Miño che fronteggia la città portoghese di Valença do Minho sull'altra riva.

## Attività e istituti culturali

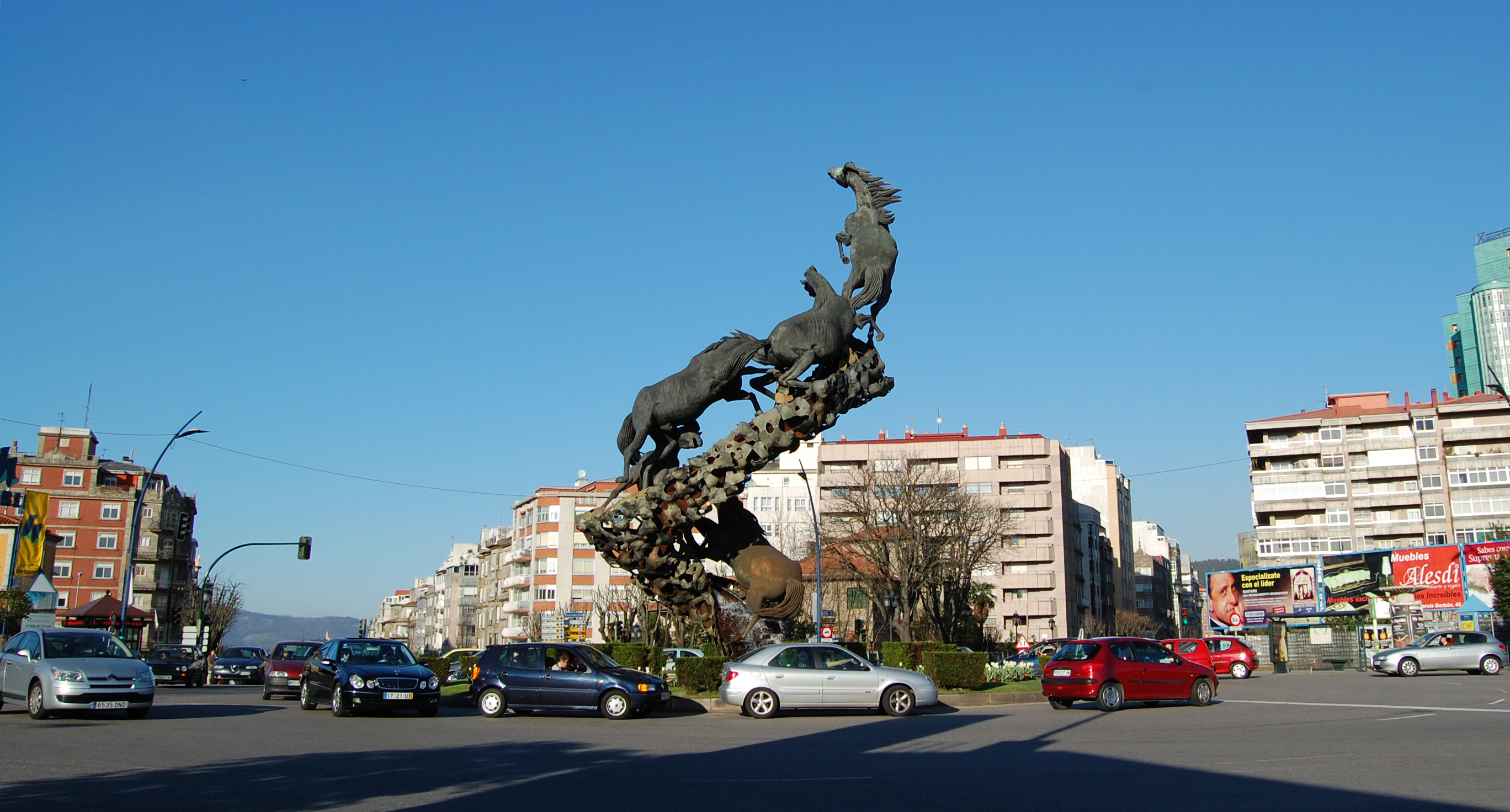
Praza de España a Vigo

Vigo cura con particolare interesse le attività culturali e fieristiche rivolte ai propri cittadini e al turismo commerciale o colto. A questo scopo sono attive alcune istituzioni, fra le quali le più importanti sono le seguenti:
- Verbum, museo interattivo di tutte le forme di comunicazione,
- Marco, museo di arte contemporanea,
- Museo Etnográfico Liste
- Casa das Artes
- Casa Galega da cultura con biblioteca, museo e sale d'esposizione temporanea.
- Fundación Pedro Marrié de la Maza, che organizza mostre d'arte temporanee.
- Centro de Artesanía Tradicional, che cura la conservazione dell'artigianato galiziano anche con corsi di addestramento.
- Teatro Ensalle, Sala Ártika ed altre teatri.

L'IFEVI (Instituto Feiral de Vigo) organizza durante tutto l'anno manifestazioni fieristiche di vario tipo come, ad esempio nel periodo maggio-giugno, il Salón do Automóbil, Motocicleta e Industria auxiliar do automóbil, il Motorocasión, Salón do Automóvil usado e de ocasión, il Salón de Hostelaría e Alimentación do Átlantico

## Sport
Il club calcistico della città è il Celta Vigo, che attualmente milita nella Primera División spagnola.

## Amministrazione

### Gemellaggi
- Porto, dal 1986[5]

## Galleria d'immagini

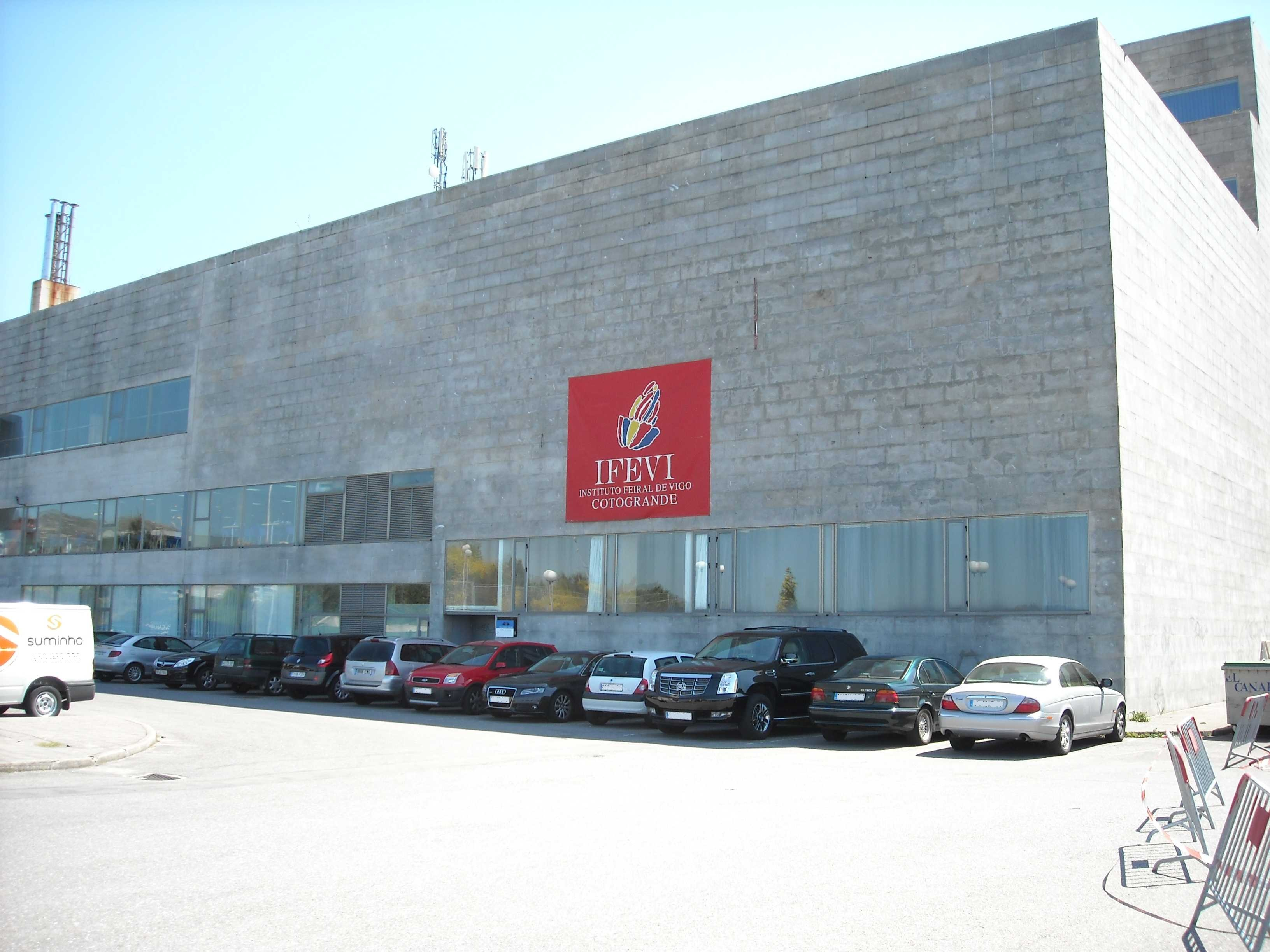
IFEVI, Vigo, 2009.
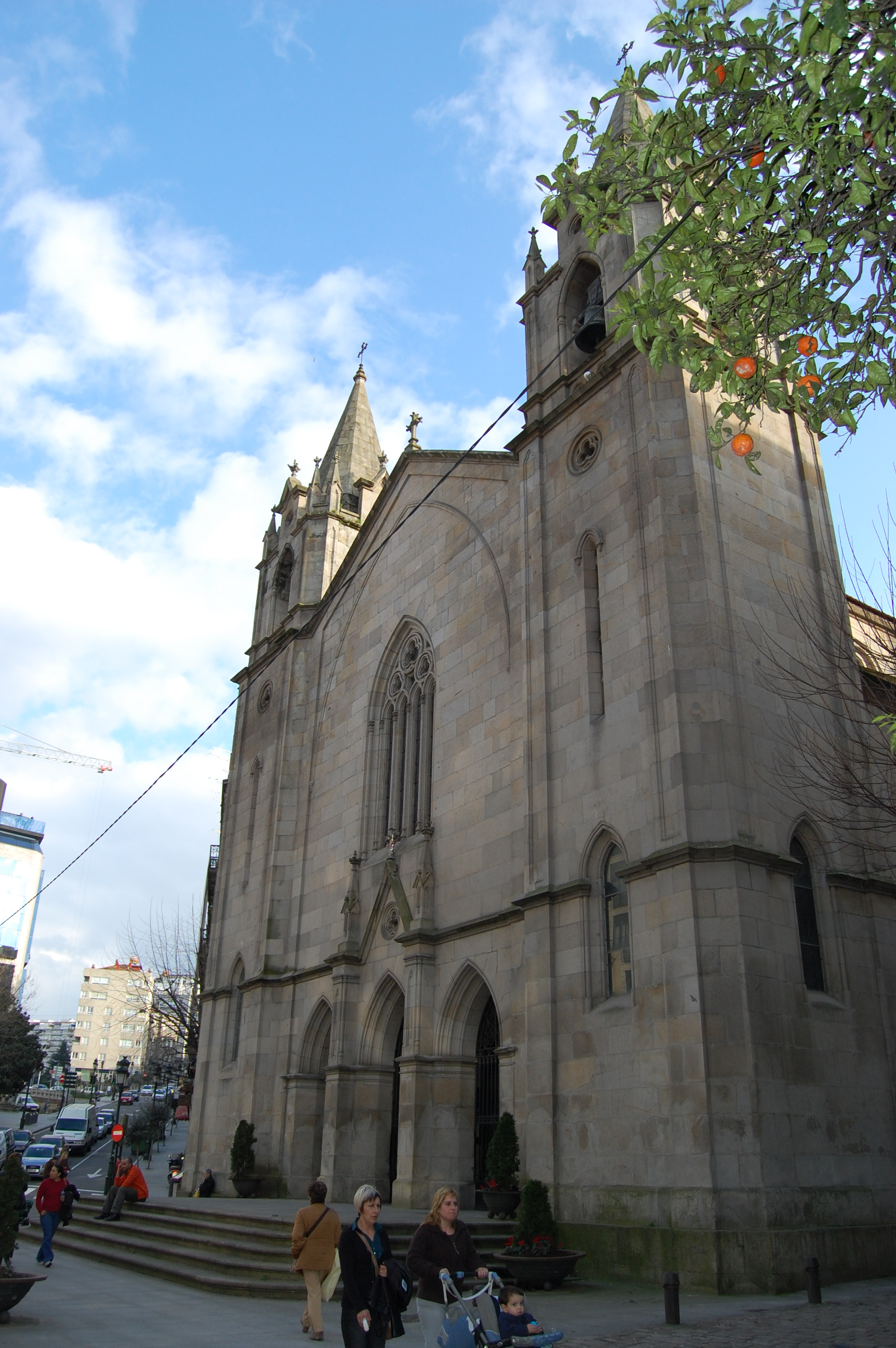
La chiesa di Santiago.
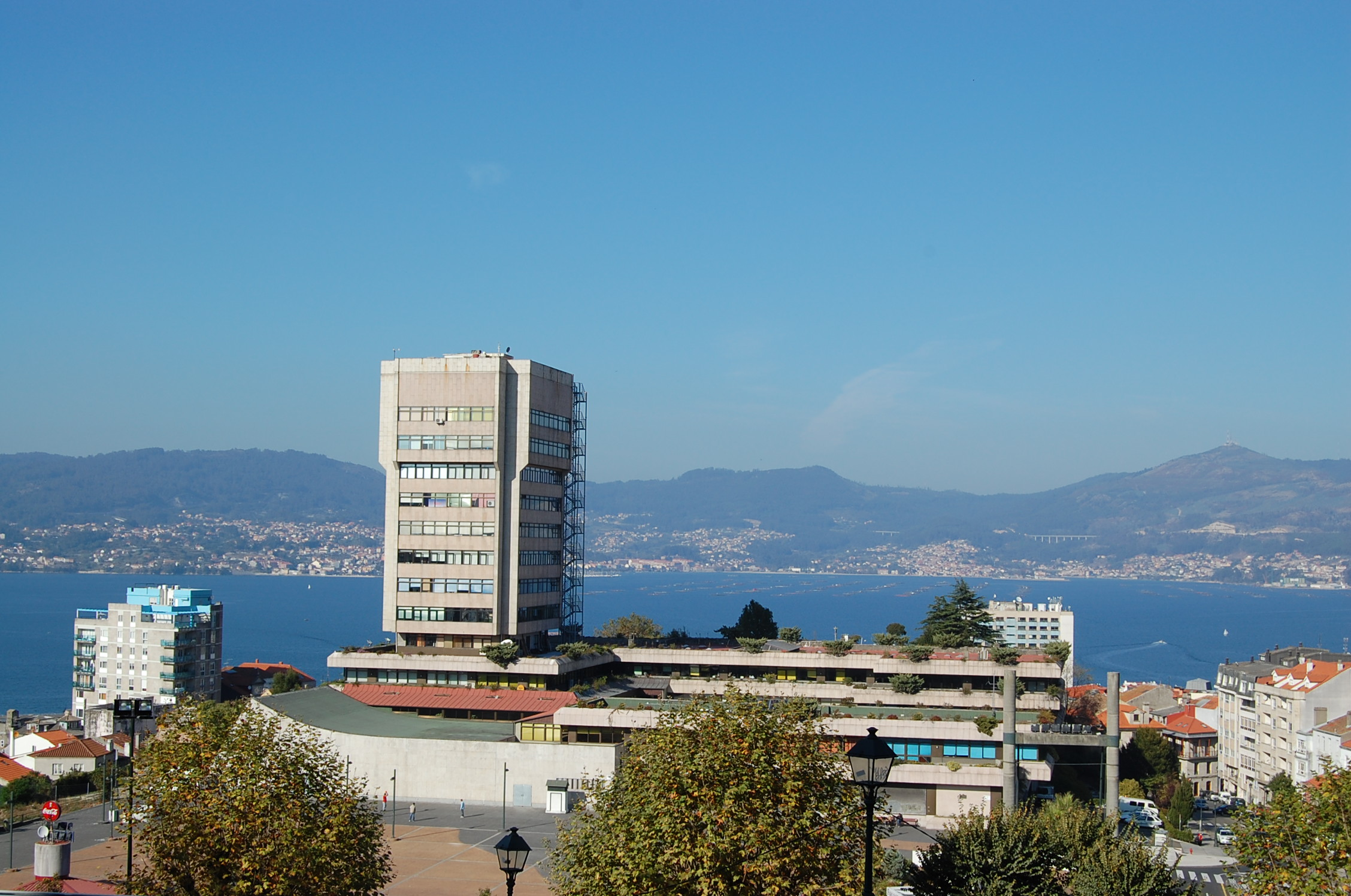
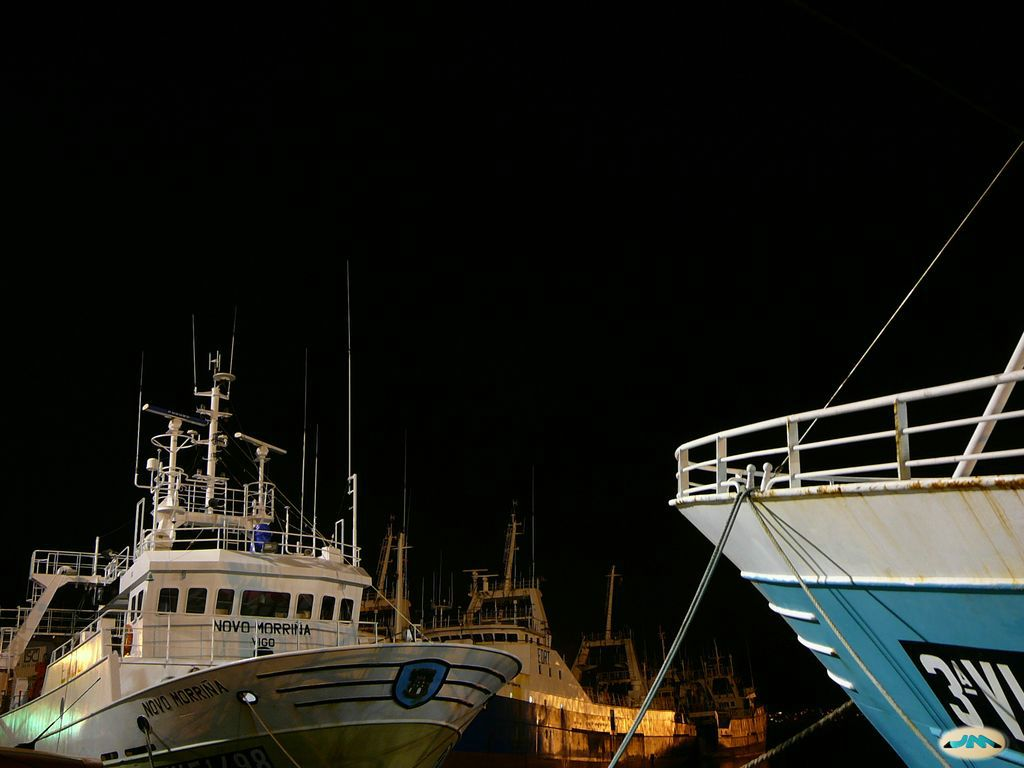